# Alfred Alexander
Alfred John Alexander (geboren 7. März 1880 in Bamberg; gestorben 15. Mai 1950 in Zürich) war ein deutsch-britischer Arzt. Er war in Berlin in den 1920er Jahren Präsident der Ärztekammer Berlin.

## Leben
Alfred John Alexander wurde 1880 als drittes Kind des Herman Alexander (1841–1885) und seiner Ehefrau Bella Lehmaier (1855–1906) in Bamberg geboren. Er entstammte damit einer angesehenen jüdischen Familie. Trotz des frühen Todes des Vaters, der fünf Jahre nach Alfreds Geburt an Leukämie starb, konnte Alfred das Abitur machen. Seiner Mutter hatte er mit 15 Jahren offenbart, dass er Arzt werden möchte, um ein Mittel gegen den Blutkrebs zu entwickeln. Dann begann er mit dem Abiturzeugnis in der Tasche, an der Friedrich-Wilhelm-Universität das geplante Medizinstudium. Von dort wechselte er an die medizinische Fakultät der Münchener Universität. Sein Studium hat er mit Bestnoten abgeschlossen. Er bekam eine Arztstelle im Städtischen Klinikum Frankfurt am Main für den Fall angeboten, dass er konvertieren würde. Dies lehnte er ab und nahm eine Ausbildungsstelle in Berlin an. Er wurde 1903 in München promoviert. Nach Abschluss der Ausbildung ließ er sich in Berlin nieder und eröffnete eine Arztpraxis. Im Ersten Weltkrieg wurde er als Militärarzt eingesetzt. U. a. leitete er ein Lazarett im Elsass das vor allem durch den Gaskrieg geschädigte Soldaten behandelte. Daneben assistierte Alexander als Internist. Am Kriegsende wurde er mit dem Eisernen Kreuz ausgezeichnet.
Die Familie Alexander lebte in einer großen Wohnung mit 22 Zimmern in der Kaiserallee (Berlin) 219/220 in der ersten Etage (heute: Bundesallee). Unweit der Wohnung befand sich auch seiner Praxis als Internist. Wohnung und Praxis lagen beide ideal im Zentrum der jüdischen Gemeinde im Berliner Westen.
Nachdem die Praxisräume in der Kaiserallee zu klein wurden, fand er 1922 geeignete Räume für ein Krankenhaus in unmittelbarer Nähe seines Wohnhauses. Von der Eröffnung 1923 bis 1937 betrieb Alfred Alexander ein zunächst gut gehendes, privates Sanatorium in der Achenbachstr. 15 in Wilmersdorf. Zu seinen Patienten zählten auch zahlreiche prominente Schriftsteller, Künstler, Schauspieler und Musiker. Zu seinen Patienten sollen u. a. gezählt haben: Albert Einstein, Max Reinhardt, James Franck, Alfred Polgar, Walter Hasenclever und Marlene Dietrich. Von seinem gesellschaftlichen Ansehen zeugt das noch heute erhaltene Gäste- und Gratulationsbuch, das anlässlich seines 50. Geburtstages aufgelegt wurde. Darin hat sich auch Albert Einstein eingetragen, der Alfred Alexander auch wegen seiner menschlichen Güte schätzte.
Im Jahr 1927 schloss Alexander einen Pachtvertrag mit dem Gutsbesitzer Otto Wollank (1862–1929) über ein See-Grundstück in Groß Glienicke, einem Dorf nördlich von Potsdam, direkt an der westlichen Stadtgrenze von Berlin. Noch im gleichen Jahr wurde auf diesem Grundstück unter anderem das noch heute erhaltene Alexander-Haus, ein relativ einfaches Sommerhaus aus Holz mit mehreren Räumen, eine Garage sowie ein Gartenhaus gebaut. Nachdem die baulichen Anlagen, zu denen auch in kleiner Teich, ein Tennisplatz und eine lange Freitreppe zum Seeufer mit Steg gehörten, errichtet waren, hat die Familie meist dort die Sommerferien verbracht. Das Haus steht inzwischen nach umfangreichen Restaurierungen unter Denkmalschutz.
Nachdem die Nationalsozialisten im Deutschen Reich an die Macht gekommen waren, wurden ab 1933 nach und nach umfassende Beschränkungen für jüdische Ärzte eingeführt, die die Führung der Klinik immer mehr erschwerten. Alexander fiel als Frontkämpfer unter darin enthaltene Ausnahmeregelungen. Die Zahl der Patienten, insbesondere der nicht-jüdischen ging stark zurück. Nachdem er 1936 von Otto Meyer, seinem Kommandeur im Ersten Weltkrieg gewarnt worden war, dass sein Name auf einer Liste von Personen stand, die demnächst von der Gestapo verhaftet werden sollten, kehrte Alfred Alexander von einer Reise nach London zu seiner dort lebenden Tochter nicht mehr nach Deutschland zurück. In der Folgezeit versuchte er, seine Frau und seine noch in Deutschland lebenden Kinder auch nach England zu holen, was schließlich auch glückte.
Im Juli 1939 wurde im Reichsgesetzblatt bekannt gegeben, dass Alfred Alexander mit seiner Familie ausgebürgert wurde und die deutsche Staatsangehörigkeit verloren hat. Der Besitz der Familie wurde auf das Deutsche Reich (NS-Deutschland) übertragen.
Alfred Alexander kehrte nach dem Ende des Zweiten Weltkrieges nicht nach Deutschland zurück. Er gründete eine kleine Praxis in der Harley Street in Westminster, London, und betrieb diese bis kurz vor seinem Tod. 1947 erhielt er die britische Staatsbürgerschaft. Er verstarb 1950 bei einer Reise in die Schweiz nach einem Herzanfall.

## Familie
Alfred Alexander war mit Henriette A. (Henny, geborene Picard; 1888–1970) verheiratet. Ihr Vater, Lucien Picard (1854–1935), war als Teilhaber von “Lazard Speyer-Ellissen” ein angesehener Bankier und Schweizer Konsul in Frankfurt am Main. Aus der Ehe sind vier Kinder hervorgegangen: Bella Alexander (1911–2000), Elsie Alexander – verheiratete Ellie Harding (1912–2004), Paul Alexander (1917–2003) und Hanns Alexander (1917–2006). Alfred Alexander starb im Alter von 70 Jahren nach einem Herzanfall. Sein Grab befindet sich auf dem Jüdischen Friedhof in Willesden in Nordlondon.

## Ehrungen
- 1917: Eisernes Kreuz, I. Klasse
- Juli 1934: Ehrenkreuz des Weltkrieges

## Schriften
- Über traumatische kryptogene septische Infektion und traumatische eiterige Gonarthritis: mit Tafel. Kastner & Callwey, München 1903. (München, Univ. Diss. 1903)[8]
- Über Fieber bei Carcinom. In: Deutsche Medizinische Wochenschrift. Heft Nr. 33, 1907, S. 176ff.
- mit Rudolf Ehrmann: Untersuchungen über Pankeasdiabetes, besonders das Blut der Vena pancreatico-duodenalis. In: Zeitschrift für exp Path Ther. Band 5, 1908, S. 367–377.
- Pentosurie und Darmstörung. In: Arch Verdauungskr. Band 24, 1918, S. 286–296.
- Measure of Time. Selfpublished history of the Alexander family. o. J., o. V.

## Film
- Anne Wigger: Das Haus am Glienicker See. Deutschland, Dokumentation mit vielen Zeitzeugen, Redaktion Gabriele Conrad, 2017. 45 Min. Erstsendung am 12. Dezember 2017, 21:00 – 21:45 Uhr beim RBB-Fernsehen[9]